# Glinton
Glinton – wieś i civil parish w Anglii, w Cambridgeshire, w dystrykcie (unitary authority) Peterborough. W 2011 civil parish liczyła 1740 mieszkańców.